# قلعة بوينيتسي

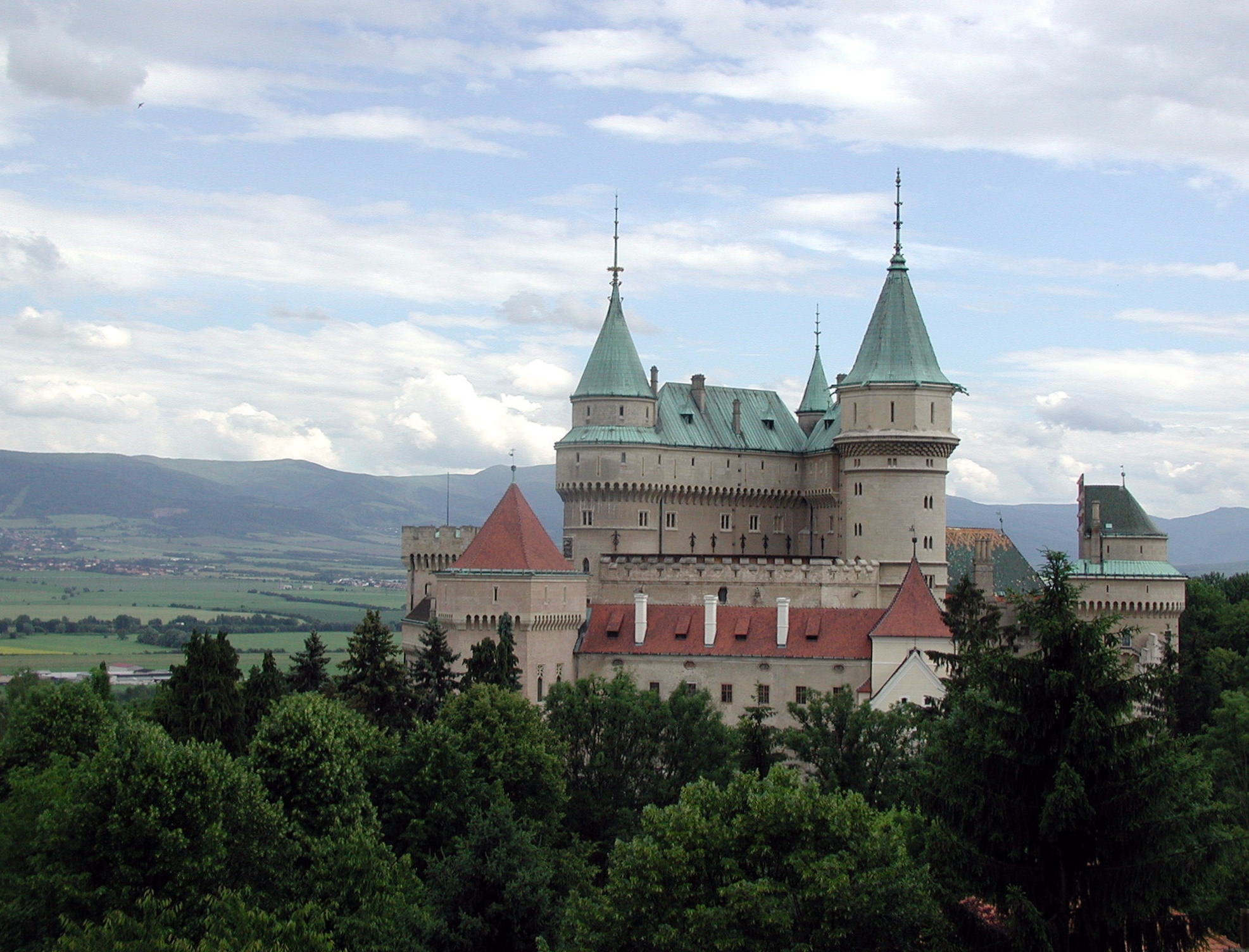
قلعة بوينيتسي Bojnice

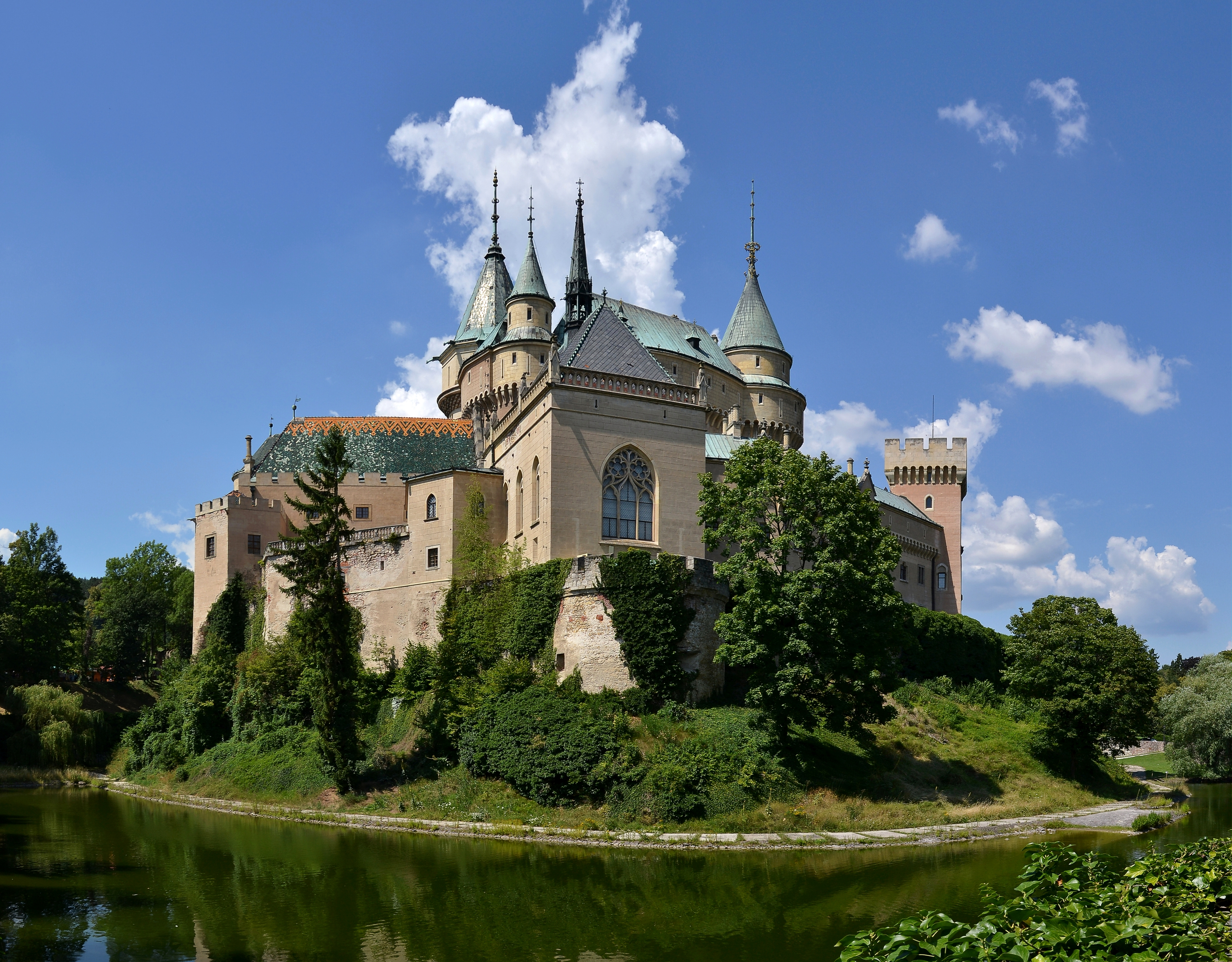
قلعة بوينيتسي ، 2014

قلعة بوينيتسي (Bojnický zámok باللغة السلوفاكية) في بوينيتسى، سلوفاكيا هي المتحف الأكثر زيارةً في سلوفاكيا.

## التاريخ
ذكرت القلعة لأول مرة في وثيقة من دير زوبور في عام 1113 ووكانت حينها مبنية في الأصل من الخشب، واستبدل البناء الخشبي تدريجياً بالحجر، إن الجدران الخارجية غير مستوية على غرار المناطق الجبلية غير المستوية التي تقوم عليها القلعة. تلقاها المالك الأول ماتيوس تساك هو الحاكم الفعلي لكل من غرب ووسط سلوفاكيا كهدية من فاكلاف الثالث ملك بوهيميا في عام 1302. في القرن الخامس عشر، كانت القلعة في حوزة الملك ماتياس كورفينوس، الذي أعطاها لابنه غير الشرعي يوهان كورفين في عام 1489.
كان ماتياس يحب زيارة بوينيتسى وعمل هنا على مراسيمه والتي كان يمليها عادة تحت شجرة الزيزفون، والتي تُعرف اليوم باسم «شجرة الزيزفون للملك ماتياس». بعد وفاته، دخلت القلعة في حوزة عائلة زابوليا (انظر يوهان زابوليا). اشترت عائلة تورزو "Turzos"، أغنى أسرة في شمال مملكة المجر (سلوفاكيا الآن)، على القلعة في عام 1528 وخضعت لعمليات تجديد كبيرة. أعيد بناء القلعة الأصلية بأسلوب عصر النهضة. من عام 1646 انتقلت ملكية القلعة لعائلة بالفي "Pálffys"، الذين أجروا العديد من عمليات التجديد في القلعة.
خضعت قلعة بوينيتسي لتجديد كامل على النمط الرومانسي من عام 1888 إلى عام 1909 على يد يوهان بالفي. وأخذت القلعة شكلها الحالي وهو على غرار نمط بناء القلاع في منطقة اللوار الفرنسية. كان يوهان بالفي وهو مهندس المعماري، أحد أكبر هواة جمع التحف القديمة بالإضافة إلى الرسومات والصور والتماثيل في عصره. بعد وفاته، تم بيع القلعة من قبل ورثته مع المنتجع الصحي والريف المحيط به لـليان أنتون باشا في عام 1939 (مالك شركة تصنيع الأحذية باتا).
بعد عام 1945، صادرت تشيكوسلوفاكيا ثروة باتا، وأصبحت القلعة مقرًا للعديد من مؤسسات الدولة. في 9 في مايو 1950 اندلع حريق في القلعة وتسبب في أضرار كبيرة. تضم القلعة منذ إعادة الإعمار التي أمرت بها الدولة فرعاً للمتحف الوطني السلوفاكي، والذي يتخصص في توثيق والتعريق بالتاريخ. في عام 1970 تم إعلان القلعة كنصب وطني ثقافي لسلوفاكيا.
القلعة الرومانسية هي موقع شهير لتصوير أفلام الأساطير والقصص الخيالية، على سبيل المثال: الأميرة فانتاغيرو . زار القلعة في عام 2006 نحو 200000 زائراً.